# Lindenbergia sinaica
Lindenbergia sinaica är en snyltrotsväxtart som först beskrevs av Joseph Decaisne, och fick sitt nu gällande namn av George Bentham. Lindenbergia sinaica ingår i släktet Lindenbergia och familjen snyltrotsväxter. Inga underarter finns listade i Catalogue of Life.